# Победнице европских првенстава у атлетици у дворани — 3.000 метара
Освајачице медаља на европским првенствима у атлетици у дворани у дисциплини трчања на 3.000 метара, која је у програму од шестог Европског првенства у дворани одржаном 1982. у Милану, приказане су у следећој табели. Постигнути резултати су приказани у минутима.
Најуспешнија атлетичарка, после 25 европских првенстава, је Холанђанка Ели ван Хулст са три освојене златне медаље и једном сребрном. Од земаља најуспешније је Уједињено Краљевство са укупно 16 медаља, од чега 5 златних, 3 сребрних и 8 бронзаних.
Рекорд европских првенстава у трци на 3.000 метара у дворани држи Лора Мјур из Уједињеног Краљевства са 8:30,61 којег је истрчала у финалној трци Европског првенства 2019. у Глазгову.

## Освајачице медаља на европским првенствима у дворани
| ЕП                     |                                           | Резултат    |                                              | Резултат |                                              | Резултат |
| Милано 1982 детаљи     | Агнес Посамаи · Италија                   | 8:53,77 РЕП | Марићика Пујка · Румунија                    | 8:54,26  | Пола Фаџ · Уједињено Краљевство              | 8:56,96  |
| Будимпешта 1983 детаљи | Јелена Сипатова · Совјетски Савез         | 9:04,40     | Агнес Посамаи · Италија                      | 9:04,41  | Јелена Маликина · Совјетски Савез            | 9:04,52  |
| Гетеборг 1984 детаљи   | Бригите Краус · Западна Немачка           | 9:12,07     | Тетјана Поздњакова · Совјетски Савез         | 9:15,04  | Ивана Кубешова · Чехословачка                | 9:15,71  |
| Пиреј 1985 детаљи      | Агнес Посамаи · Италија                   | 8:55,25     | Олга Бондаренко · Совјетски Савез            | 8:58,03  | Ивон Мари · Уједињено Краљевство             | 9:00,94  |
| Мадрид 1986 детаљи     | Инес Бибернел · Источна Немачка           | 8:54,52     | Ивон Мари · Уједињено Краљевство             | 9:01,31  | Регина Чистјакова · Совјетски Савез          | 9:01,72  |
| Лијевен 1987 детаљи    | Ивон Мари · Уједињено Краљевство          | 8:46,06 РЕП | Ели ван Хулст · Холандија                    | 8:51,40  | Бригите Краус · Западна Немачка              | 8:53,01  |
| Будимпешта 1988 детаљи | Ели ван Хулст · Холандија                 | 8:44,50 РЕП | Вера Михалек · Западна Немачка               | 8:46,97  | Венди Слај · Уједињено Краљевство            | 8:51,04  |
| Хаг 1989 детаљи        | Ели ван Хулст · Холандија                 | 9:10,01     | Ники Морис · Уједињено Краљевство            | 9:12,37  | Марићика Пујка · Румунија                    | 9:15,49  |
| Глазгов 1990 детаљи    | Ели ван Хулст · Холандија                 | 8:57,28     | Маргарете Кесег · Румунија                   | 8:57,50  | Андреа Хаман · Источна Немачка               | 9:00,31  |
| Ђенова 1992 детаљи     | Маргарете Кесег · Румунија                | 8:59,80     | Татјана Доровскик · Уједињени тим            | 9:00,15  | Рита Маркар · Немачка                        | 9:00,99  |
| Париз 1994 детаљи      | Фернанда Рибеиро · Португалија            | 8:50,47     | Маргарете Кесег · Румунија                   | 8:55,61  | Ана Бжежинска · Пољска                       | 8:56,90  |
| Стокхолм 1996 детаљи   | Фернанда Рибеиро · Португалија            | 8:39,49 РЕП | Сара Ведлунд · Шведска                       | 8:50,32  | Марта Домингез · Шпанија                     | 8:53,34  |
| Валенсија 1998 детаљи  | Габријела Сабо · Румунија                 | 8:49,96     | Фернанда Рибеиро · Португалија               | 8:51,42  | Марта Домингез · Шпанија                     | 8:57,72  |
| Гент 2000 детаљи       | Габријела Сабо · Румунија                 | 8:42,06     | Лидија Чојецка · Пољска                      | 8:42,42  | Марта Домингез · Шпанија                     | 8:44,08  |
| Беч 2002 детаљи        | Марта Домингез · Шпанија                  | 8:53,87     | Карла Сакраменто · Португалија               | 8:53,96  | Јелена Задорожнаја · Русија                  | 8:58,36  |
| Мадрид 2005 детаљи     | Лидија Чојецка · Пољска                   | 8:43,76     | Сузане Пумпер · Аустрија                     | 8:47,74  | Сабрина Мокенхаупт · Немачка                 | 8:47,76  |
| Бирмингем 2007 детаљи  | Лидија Чојецка · Пољска                   | 8:43,25     | Марта Домингез · Шпанија                     | 8:44,40  | Силвија Вајсштајнер · Италија                | 8:44,81  |
| Торино 2009 детаљи     | Алемиту Бекеле · Турска                   | 8:46,50     | Сара Мореира · Португалија                   | 8:48,18  | Мери Кален · Ирска                           | 8:48,47  |
| Париз 2011 детаљи      | Хелен Клитеро · Уједињено Краљевство      | 8:56,66     | Лидија Чојецка · Пољска                      | 8:58,30  | Лајес Абдулајева · Азербејџан                | 9:00,37  |
| Гетеборг 2013 детаљи   | Сара Мореира · Португалија                | 8:58,50     | Корина Харер · Немачка                       | 9:00,50  | Фионуала Бритон · Ирска                      | 9:00,54  |
| Праг 2015 детаљи       | Свјатлана Куџелић · Белорусија            | 8:48,02     | Морин Костер · Холандија                     | 8:51,64  | Лора Мјур · Уједињено Краљевство             | 8:52,44  |
| Београд 2017 детаљи    | Лора Мјур · Уједињено Краљевство          | 8:35,67 РЕП | Јасемин Кан · Турска                         | 8:43,46  | Елиш Меколган · Уједињено Краљевство         | 8:47,43  |
| Глазгов 2019 детаљи    | Лора Мјур · Уједињено Краљевство          | 8:30,61 РЕП | Констанце Клостерхалфен · Немачка            | 8:34,06  | Мелиса Кортни · Уједињено Краљевство         | 8:38,22  |
| Торуњ 2021 детаљи      | Ејми-Елоиз Марковц · Уједињено Краљевство | 8:46,43     | Алис Фино · Француска                        | 8:46,54  | Верити Окенден · Уједињено Краљевство        | 8:46,60  |
| Истанбул 2023 детаљи   | Констанце Клостерхалфен · Немачка         | 8:35,87     | Хана Клајн · Немачка                         | 8:36,50  | Мелиса Кортни-Брајант · Уједињено Краљевство | 8:41,19  |
| Апелдорн 2025 детаљи   | Сара Хили · Ирска                         | 8:52,86     | Мелиса Кортни-Брајант · Уједињено Краљевство | 8:52,92  | Саломе Афонсо · Португалија                  | 8:53,42  |
| Валенсија 2027         |                                           |             |                                              |          |                                              |          |

## Биланс медаља
| Ранг | Држава               |    |    |    |    |
| ---- | -------------------- | -- | -- | -- | -- |
| 1.   | Уједињено Краљевство | 5  | 3  | 8  | 16 |
| 2.   | Румунија             | 3  | 3  | 1  | 7  |
| 2.   | Португалија          | 3  | 3  | 1  | 7  |
| 4.   | Холандија            | 3  | 2  | 0  | 5  |
| 5.   | Пољска               | 2  | 2  | 1  | 5  |
| 6.   | Италија              | 2  | 1  | 1  | 4  |
| 7.   | Немачка              | 1  | 3  | 2  | 6  |
| 8.   | Совјетски Савез      | 1  | 2  | 2  | 5  |
| 9.   | Шпанија              | 1  | 1  | 3  | 5  |
| 10.  | Западна Немачка      | 1  | 1  | 1  | 3  |
| 11.  | Турска               | 1  | 1  | 0  | 2  |
| 12.  | Ирска                | 1  | 0  | 2  | 3  |
| 13.  | Источна Немачка      | 1  | 0  | 1  | 2  |
| 14.  | Белорусија           | 1  | 0  | 0  | 1  |
| 15.  | Уједињени тим        | 0  | 1  | 0  | 1  |
| 15.  | Шведска              | 0  | 1  | 0  | 1  |
| 15.  | Аустрија             | 0  | 1  | 0  | 1  |
| 15.  | Француска            | 0  | 1  | 0  | 1  |
| 19.  | Чехословачка         | 0  | 0  | 1  | 1  |
| 19.  | Русија               | 0  | 0  | 1  | 1  |
| 19.  | Азербејџан           | 0  | 0  | 1  | 1  |
|      | Укупно (21)          | 26 | 26 | 26 | 78 |

| Ранг | Атлетичар               | Држава               |   |   |   |   |
| ---- | ----------------------- | -------------------- | - | - | - | - |
| 1.   | Ели ван Хулст           | Холандија            | 3 | 1 | 0 | 4 |
| 2.   | Лидија Чојецка          | Пољска               | 2 | 2 | 0 | 4 |
| 3.   | Агнес Посамаи           | Пољска               | 2 | 0 | 1 | 3 |
| 3.   | Фернанда Рибеиро        | Португалија          | 2 | 1 | 0 | 3 |
| 5.   | Лора Мјур               | Уједињено Краљевство | 2 | 0 | 1 | 3 |
| 6.   | Габријела Сабо          | Румунија             | 2 | 0 | 0 | 2 |
| 7.   | Марта Домингез          | Шпанија              | 1 | 2 | 3 | 6 |
| 8.   | Маргарете Кесег         | Румунија             | 1 | 2 | 0 | 3 |
| 9.   | Ивон Мари               | Уједињено Краљевство | 1 | 1 | 1 | 3 |
| 10.  | Сара Мореира            | Португалија          | 1 | 1 | 0 | 2 |
| 10.  | Констанце Клостерхалфен | Немачка              | 1 | 1 | 0 | 2 |
| 12.  | Бригите Краус           | Западна Немачка      | 1 | 0 | 1 | 2 |
| 13.  | Мелиса Кортни-Брајант   | Уједињено Краљевство | 0 | 1 | 2 | 3 |
| 14.  | Марићика Пујка          | Румунија             | 0 | 1 | 1 | 2 |